# Zbogum na dvaesettiot vek!
Zbogum na dvaesettiot vek! é um filme de drama norte-macedônico de 1998 dirigido e escrito por Darko Mitrevski e Aleksandar Popovski. Foi selecionado como representante da hoje Macedônia do Norte à edição do Oscar 1999, organizada pela Academia de Artes e Ciências Cinematográficas.

## Elenco
- Nikola Ristanovski
- Lazar Ristovski
- Vlado Jovanovski